# Luc Robitaille
Luc Robitaille (* 17. února 1966 v Montréalu, Québec, Kanada) je bývalý kanadský hokejista. Je nejproduktivnější levé křídlo historie NHL a v roce 2009 byl uveden do hokejové síně slávy v Torontu. U příležitosti 100. výročí NHL byl v lednu 2017 vybrán jako jeden ze sta nejlepších hráčů historie ligy. Každoročně se v QMJHL uděluje trofej Luc Robitaille Trophy, která je určena pro hráče,který nastřílí nejvíce gólů v sezóně.

## Kariéra
V roce 1984 byl draftován v 9. kole na celkovém 171. místě v pořadí týmem Los Angeles Kings. Svou kariéru v NHL začal v sezóně 1986/1987. Nastoupil k 79 zápasům ve kterých nastřílel 45 gólů a jako dvacetiletý dal o sobě rychle vědět. Za svou velmi vydařenou první sezónu v nejlepší hokejové lize světa obdržel Calder Memorial Trophy(trofej pro nejlepšího nováčka NHL). V sezóně 1994/1995 přestoupil do týmu Pittsburgh Penguins. Svou kariéru si tak obohatil tím, že si zahrál s takovými hráči jako byl legendární Mario Lemiux, nebo tehdy mladá hvězda Jaromír Jágr. V Pittsburghu však strávil pouze jednu sezónu. Pro tu další si jeho služby pojistil New York Rangers, kde strávil dva roky. Zde si pro změnu zahrál s ikonami jako byl Mark Messier a Wayne Gretzky. V roce 1997 se však vrátil do Los Angeles Kings kde působil až do roku 2002. Poté o jeho služby projevil zájem týmDetroit Red Wings se kterým získal v roce 2002 vysněný Stanley Cup. Po vypršení smlouvy v Detroitu se podruhé vrátil zpět do Los Angeles Kings, kde v roce 2006 fanoušky přezdívající Lucky Luc ukončil kariéru. Je považován za nejlepší levé křídlo v historii NHL, když v 1431 zápasech nastřílel 668 gólů a celkem nasbíral 1394 bodů.
Po půl roce, co Luc ukončil kariéru (na začátku roku 2007) tým Los Angeles Kings, ve kterém strávil drtivou část kariéry, mu na počest slavnostně vyřadil dres s jeho příjmením a číslem 20 na strop haly. Zařadil se tak mezi legendy Los Angeles jako byl Marcel Dionne či Wayne Gretzky. V roce 2009 byl uveden do hokejové síně slávy v kanadském Torontu. V březnu 2015 byla před Staples Center (halou kde hraje své domácí zápasy LA Kings) slavnostně představena jeho socha v životní velikosti.

## Klubové statistiky
| Sezona         | Klub                | Soutěž         | Základní část | Základní část | Základní část | Základní část | Základní část | Play off | Play off | Play off | Play off | Play off |
| Sezona         | Klub                | Soutěž         | Z             | G             | A             | B             | TM            | Z        | G        | A        | B        | TM       |
| -------------- | ------------------- | -------------- | ------------- | ------------- | ------------- | ------------- | ------------- | -------- | -------- | -------- | -------- | -------- |
| 1983–84        | Hull Olympiques     | QMJHL          | 70            | 32            | 53            | 85            | 48            | —        | —        | —        | —        | —        |
| 1984–85        | Hull Olympiques     | QMJHL          | 64            | 55            | 94            | 149           | 115           | 5        | 4        | 2        | 6        | 27       |
| 1985–86        | Hull Olympiques     | QMJHL          | 63            | 68            | 123           | 191           | 91            | 15       | 17       | 27       | 44       | 28       |
| 1986–87        | Los Angeles Kings   | NHL            | 79            | 45            | 39            | 84            | 28            | 5        | 1        | 4        | 5        | 2        |
| 1987–88        | Los Angeles Kings   | NHL            | 80            | 53            | 58            | 111           | 82            | 5        | 2        | 5        | 7        | 18       |
| 1988–89        | Los Angeles Kings   | NHL            | 78            | 46            | 52            | 98            | 65            | 11       | 2        | 6        | 8        | 10       |
| 1989–90        | Los Angeles Kings   | NHL            | 80            | 52            | 49            | 101           | 38            | 10       | 5        | 5        | 10       | 12       |
| 1990–91        | Los Angeles Kings   | NHL            | 76            | 45            | 46            | 91            | 68            | 12       | 12       | 4        | 16       | 22       |
| 1991–92        | Los Angeles Kings   | NHL            | 80            | 44            | 63            | 107           | 95            | 6        | 3        | 4        | 7        | 12       |
| 1992–93        | Los Angeles Kings   | NHL            | 84            | 63            | 62            | 125           | 100           | 24       | 9        | 13       | 22       | 28       |
| 1993–94        | Los Angeles Kings   | NHL            | 83            | 44            | 42            | 86            | 86            | —        | —        | —        | —        | —        |
| 1994–95        | Pittsburgh Penguins | NHL            | 46            | 23            | 19            | 42            | 37            | 12       | 7        | 4        | 11       | 26       |
| 1995–96        | New York Rangers    | NHL            | 77            | 23            | 46            | 69            | 80            | 11       | 1        | 5        | 6        | 8        |
| 1996–97        | New York Rangers    | NHL            | 69            | 24            | 24            | 48            | 48            | 15       | 4        | 7        | 11       | 4        |
| 1997–98        | Los Angeles Kings   | NHL            | 57            | 16            | 24            | 40            | 66            | 4        | 1        | 2        | 3        | 6        |
| 1998–99        | Los Angeles Kings   | NHL            | 82            | 39            | 35            | 74            | 54            | —        | —        | —        | —        | —        |
| 1999–00        | Los Angeles Kings   | NHL            | 71            | 36            | 38            | 74            | 68            | 4        | 2        | 2        | 4        | 6        |
| 2000–01        | Los Angeles Kings   | NHL            | 82            | 37            | 51            | 88            | 66            | 13       | 4        | 3        | 7        | 10       |
| 2001–02        | Detroit Red Wings   | NHL            | 81            | 30            | 20            | 50            | 38            | 23       | 4        | 5        | 9        | 10       |
| 2002–03        | Detroit Red Wings   | NHL            | 81            | 11            | 20            | 31            | 50            | 4        | 1        | 0        | 1        | 0        |
| 2003–04        | Los Angeles Kings   | NHL            | 80            | 22            | 29            | 51            | 56            | —        | —        | —        | —        | —        |
| 2005–06        | Los Angeles Kings   | NHL            | 65            | 15            | 9             | 24            | 52            | —        | —        | —        | —        | —        |
| Celkem v QMJHL | Celkem v QMJHL      | Celkem v QMJHL | 197           | 155           | 270           | 424           | 256           | 20       | 21       | 29       | 50       | 55       |
| Celkem v NHL   | Celkem v NHL        | Celkem v NHL   | 1,431         | 668           | 726           | 1,394         | 1,177         | 159      | 58       | 69       | 127      | 174      |

## Reprezentace
| Rok                    | Tým                    | Soutěž                 | Z                      | G  | A | B | TM |    |
| ---------------------- | ---------------------- | ---------------------- | ---------------------- | -- | - | - | -- | -- |
| 1986                   | Kanada 20              | MSJ                    | 7                      | 3  | 5 | 8 | 2  |    |
| 1991                   | Kanada                 | KP                     | 8                      | 1  | 2 | 3 | 10 |    |
| 1994                   | Kanada                 | MS                     | 8                      | 4  | 4 | 8 | 2  |    |
| Juniorská reprezentace | Juniorská reprezentace | Juniorská reprezentace | Juniorská reprezentace | 7  | 3 | 5 | 8  | 2  |
| Seniorská reprezentace | Seniorská reprezentace | Seniorská reprezentace | Seniorská reprezentace | 16 | 5 | 6 | 11 | 12 |